# Bolesław Mańkowski
Bolesław Mańkowski (ur. 20 listopada 1852 w Lubaczowie, zm. 26 sierpnia 1921 we Lwowie) – polski pedagog, bibliotekarz, archiwista.

## Życiorys
Ukończył gimnazjum we Lwowie i studia na Wydziale Filozoficznym Uniwersytetu Lwowskiego. Przez dwa lata pracował w bibliotece hr. Włodzimierza Dzieduszyckiego. W 1877 uzyskał stypendium, po czym studiował w Lipsku i w Berlinie. Następnie był bibliotekarzem i archiwariuszem u ks. Adama Sapiehy w Krasiczynie. Później był zastępcą nauczyciela w gimnazjum we Lwowie. Uzyskał stopień doktora i został docentem pedagogii na Uniwersytecie Lwowskim (1903). Podjął pracę w Bibliotece Uniwersyteckiej we Lwowie. Awansował tam do stanowiska skryptora, a w maju 1906 został mianowany kustoszem. Od 1912 kierował biblioteką uniwersytecką do śmierci w 1921. Na początku XX wieku był członkiem zarządu Polskiego Muzeum Szkolnego we Lwowie. Był redaktorem naczelnym czasopisma „Muzeum”. Publikował m.in. w „Przeglądzie Tygodniowym”. Był autorem prac np. z zakres pedagogiki. Należał do Polskiego Towarzystwa Filozoficznego. Został pochowany na Cmentarzu Łyczakowskim we Lwowie.

## Publikacje
- O psychicznych zboczeniach fantazyi : szkic psychologiczno-pedagogiczny (1880)
- Über die absolut-apriorischen Elemente der theoretischen Erkenntnis (1888)[4]